# Romagnol
 (avril 2021).
Si vous disposez d'ouvrages ou d'articles de référence ou si vous connaissez des sites web de qualité traitant du thème abordé ici, merci de compléter l'article en donnant les références utiles à sa vérifiabilité et en les liant à la section « Notes et références ».
Le romagnol est une langue du groupe des parlers gallo-italiques parlée en Romagne, dans les Marches et dans la République de Saint-Marin. Il est caractérisé par un fort relief des consonnes dans les mots et une considérable multiplication des phonèmes vocaliques (par rapport à l'italien, qui en comporte seulement sept).

## Situation sociolinguistique
Le romagnol n'est plus parlé couramment que par les personnes âgées, qui après-guerre, ont quitté l'école très tôt. Les personnes nées dans les années 1960 ont étudié plus longtemps et parlent l'italien standard, mais comprennent le dialecte et répondent souvent dans cette langue. En revanche, les plus jeunes, s'il comprennent le dialecte, répondent en italien.

## Variétés
Il existe diverses formes de dialecte romagnol. Par exemple, celui de Ravenne est assez différent de celui de Forlì et même de celui de Césène (Cesena) et de Rimini. Le centre de l'aire linguistique est la zone de Forlì, alors que, en se déplaçant vers la périphérie de l'aire romagnole, les caractéristiques vont en s'amenuisant. La prononciation varie selon la position géographique à l’intérieur du territoire. Le romagnol a d'anciennes origines néolatines, où se révèlent d'évidentes influences[réf. nécessaire] de la langue celtique et des façons du parler germanique et franc.

## L'alphabet
L'alphabet romagnol se compose des 21 lettres de la langue italienne avec l’ajout des 5 lettres étrangères J,K,W,X,Y. En particulier le ‘j’ assume un rôle important comme le i de iato. La prononciation est écrite entre parenthèses. 

A a (a)
B b (bi)
C c (ci)
D d (di)
E e (e)
F f (ëffe)
G g (gi)
H h (àcca)
I i (i)
J j (i long)
K k (kàpa)
L l (ëlle)
M m (èmme)
N n (ènne)
O o (o)
P p (pi)
Q q (qu o cu)
R r (ërre)
S s (ësse)
T t (ti)
U u (u)
V v (vi o vu)
W w (vu double)
X x (igs)
Y y (ìbsilon)
Z z (zeta)

## Morphologie

### Article défini
|           | Masculin | Féminin | Antevocalique  |
| Singulier | e'       | la      | l'             |
| Pluriel   | i        | al      | (m) j (f) àgli |

Contrairement à l'italien, le romagnol n'utilise pas un article différent pour les mots commençant par un "s" suivi d'une consonne ou par un "z". Aussi, au même titre que l'on aura "e' can" correspondant à l'italien "il cane", on aura "e' zej" quand l'italien utiliserait "lo zio".

### Substantifs
Au singulier : Les masculins se terminent par une consonne ; les féminins se terminent d'habitude en 'a'.

au masculin pluriel : normalement les mots au masculin singulier n'ont pas de pluriel, sauf dans les mots où la voyelle accentuée est aiguë. Cela arrive avec trois voyelles sur cinq : le 'a', le 'e' et le 'o' accentués. 
- Cas avec le 'a' accentué

| (français) et italien | Singulier | Pluriel |
| (chien) cane          | can       | chèn    |
| (chat) gatto          | gatt      | ghett   |
| (cher) caro           | carr      | cherr   |
| (année) anno          | ann       | ènn     |
| (compagnon) compagno  | cumpagn   | cumpegn |

- Cas avec le 'e' accentué

| (français) et italien | Singulier    | Pluriel     |
| (morceau) pezzo       | pèzz (grave) | pézz (aigu) |
| (pré) prato           | prê          | prë         |
| (mois) mese           | mes          | mis         |

Mais le 'é' aigu reste le même au pluriel : (cheveux) (capelli) cavéll cavéll.
- Cas avec le 'o' accentué

| (français) et italien | Singulier   | Pluriel    |
| (œil) occhio          | òcc (grave) | ócc (aigu) |
| (neveu) nipote        | anvod       | anvud      |
| (jardin) orto         | ort         | urt        |
| (mont) monte          | e' mont     | i munt     |

Cas particulier : les noms pluriels collectifs ((os) ossa, ((œuf) uova, etc.). 'Osso'-'Ossa' s’écrivent de la même manière au singulier qu’au pluriel: 'oss'. Et ainsi 'uovo'-'uova'. Pour les distinguer, on change l'accent de l'unique voyelle :
- un óss (aigu); do òss (grave);
- (un œuf) un ov (ö); (deux œufs) do ov (ô).

Comme ci-dessus, le 'i' e le 'u' sont invariables : 
- ((prêtre) prete) prit prit
- ((fruit) frutto) frut frut

Féminin pluriel: normalement le 'a' final disparaît :
| (français) et italien | Singulier     | Pluriel       |
| (abeille) ape         | êva           | êv            |
| (aile) ala            | éla           | él            |
| (part) parte          | pèrt (aperta) | pêrt (chiusa) |
| (fourmi) formica      | furmiga       | furmigh       |

Cas particulier : si la perte du 'a' laisse un groupe de consonnes qui rend difficile la prononciation, une voyelle compensatoire est insérée :

((arme) arma) èrma erum

((servante) serva) serva seruv.
Dans le cas où la perte de la voyelle finale pourrait causer ambiguïté entre masculin et féminin, au féminin pluriel le 'a' devient 'i':
- ((amie) amica) amiga amighi
- ((jeune) giovane) zovna zovni

### Adverbes
(1) Ceux qui dérivent des adjectifs peuvent être :
| Régulier                     | Irrégulier         |
| -ment (finalement, sûrement) | ben, mèj, mel, pèz |

(2) Affirmatifs
| (français) et Italien | Romagnol    |
| (aussi) anche         | nenca, nech |
| (cependant) pure      | pû          |
| (oui) sì              | sê          |

(3) Négatifs
| (français) Italien | Romagnol |
| (non) non          | ne, ‘n’  |
| (même pas) neanche | gnanc    |

(4) De quantité
| (français) Italien | Romagnol |
| (trop) troppo      | tropp    |
| (peu) poco         | poch, pó |
| (moins) meno       | manc     |
| (tant) tanto       | tant     |
| (seul) solo        | sol      |
| (presque) quasi    | (s)quesi |
| (jusqu'à) perfino  | infenna  |

L'adverbe ‘tant’ a une curiosité : s'il est avec un adjectif féminin il s'écrit ‘tanta’, et s’il est lié à un masculin il s'écrit aussi au masculin ‘tant’.
(5) De lieu
| (français) et Italien           | Romagnol             |
| (où) dove?                      | indov?, duv?, indo’? |
| (là) lì, là                     | alè là               |
| (ici) qui                       | aquè                 |
| (partout) dappertutto           | indipartott          |
| (nulle part) in nessun posto    | invell               |
| (en avant) innanzi              | dadnenz              |
| (derrière) dietro               | drî                  |
| (en arrière) indietro           | in drî               |
| (au-dessus) su                  | sò                   |
| (en dessous) giù                | zò                   |
| (autour) intorno                | datoran              |
| (dans) dentro                   | (in)dentar           |
| (dehors) fuori                  | fura                 |
| (en face) dirimpetto, di fronte | impett               |
| (loin) lontano                  | luntän               |

(6) De temps
| (français) et Italien            | Romagnol |
| (quand ?) quando?                | quänd?   |
| (alors) allora                   | alóra    |
| (maintenant) adesso              | adess    |
| (puis) poi                       | pû       |
| (après) dopo                     | dopp     |
| (souvent) spesso                 | spess    |
| (toujours) sempre                | sempar   |
| (avant) prima                    | premma   |
| (aujourd'hui) oggi               | incù     |
| (hier) ieri                      | jir      |
| (demain) domani                  | dmän     |
| (maintenant) ormai               | urmai    |
| (dehors) fuori                   | fura     |
| (de front) dirimpetto, di fronte | impett   |
| (loin) lontano                   | luntän   |

(7) De mode
| (français) et Italien | Romagnol   |
| (comment) come        | coma, cma  |
| (ainsi) così          | acsè, icsè |

## Quelques phrases
- An’so ndé lavuré incù. En italien : non sono andato a lavorare oggi. Traduction : Je ne suis pas allé travailler aujourd'hui.
- E burdel l'è in te sbdel s’ta stmèna. En italien : Il bambino è all'ospedale questa settimana. Traduction : Le gosse est à l'hôpital cette semaine. (L'goss', l'est à l'hosto c'te s'main'.)